# Ole Henrik Mortensen
Ole Henrik Mortensen (f. 29. januar 1958) er en tidligere dansk cricketspiller. Han er oprindelig fra Vejle men blev kendt som professionel spiller for Derbyshire i England. Her spillede han i perioden 1983 til 1994 over 150 såkaldte "First Class" kampe.
Han er en hurtig-medium højrehånds kaster.
Han har desuden været landsholdstræner i Danmark.